# 진클로드 반 이탤리
진클로드 반 이탤리(Jean-Claude van Itallie, 1936년 ~ )는 미국의 극작가다.
벨기에에서 태어나 4세 때 미국으로 이주, 하버드 대학을 나왔다. 조셉 차이킨의 '오픈 시어터'의 상임 극작가로 있으면서 주로 '오프 오프 브로드웨이'에서 활약했다. 그의 최초의 뉴욕 공연은 <전쟁>(1965)이었고 두 번째는 <아메리카 만세>(1966)인데 이 공연으로 반 이태리는 일약 새로운 극작가의 기수가 되었다. 3개의 단막(<인터뷰> <ＴＶ> <모텔>)으로 구성된 이 작품은 TV와 인체인형(人體人形)을 사용한 특수한 형식으로, 오늘의 미국 생활의 이미지를 부각시키고 있다. 그의 최근 히트작은 역시 차이킨의 연출에 의해 미국 전위극의 최상이라는 평을 받은 <뱀>(1969)으로서 새로운 연극이 지향하는 종교의식으로서의 복귀를 보여 주고 있다.